# Eothenomys jinyangensis
Eothenomys jinyangensis és una espècie de mamífer rosegador de la família dels cricètids. És endèmic del sud-oest de la província xinesa de Sichuan, on viu a altituds superiors a 3.000 msnm. Té una llargada de cap a gropa d'aproximadament 90 mm i la cua d'aproximadament 45 cm. El seu hàbitat natural són els herbassars humits amb avets dispersos. El seu nom específic, jinyangensis, significa ‘de Jinyang’ en llatí.